# شاه‌میگو
شاه‌میگو (به انگلیسی: Lobster) یک نرم‌زره از خانواده‌های سخت‌پوستان و از خانوادهٔ نفروپیدا  و در برخی از دسته‌بندی‌ها از خانوادهٔ هوماریدا  است. این جانور دریایی به عنوان غذا در آمریکای شمالی از سدهٔ ۱۹ رواج یافت. شاه‌میگوها به عنوان غذای دریایی بسیار باارزش‌ و از لحاظ اقتصادی مهم هستند و اغلب به عنوان یکی از سودآورترین کالاها در مناطق ساحلی‌ محل زندگیشان به شمار می‌روند.
از منظر علم سیستماتیک جانوری این خانواده در میانه خانواده‌های میگو قرار دارد. برخلاف تصور عام، از خانواده شاه‌میگو‌ها دورتر و بسیار نزدیک‌تر به خانواده میگوها است.
وزن شاه‌میگو به ۲۰ کیلوگرم می‌رسد. بدن این جانور دارای پوستهٔ سختی است. شاه‌میگو، چهار جفت پا جهت راه رفتن دارند. شاه‌میگوهای دراز، هنگام خطر، دم خود را به سرعت به زیر بدن می‌برند، این عمل، آب را به جلو می‌راند و شاه‌میگو را به سمت عقب هدایت می‌کند تا بتواند فرار کند.
شاه‌میگوهای دراز، در میان سنگ‌های بستر دریا یا رودها مخفی می‌شوند و از جانوران کوچک زنده یا مرده تغذیه می‌کنند. یک شاه‌میگو دراز ماده، قادر است هزاران تخم بگذارد.

## تمایز
اگرچه چندین گروه دیگر از  سخت‌پوستان دراستفاده از نام "شاه‌میگو" اشتراک دارند، ولی اصطلاح نامشخص "شاه‌میگو" به طور کلی به شاه‌میگوی چنگک‌دار از خانواده نفروپیدا اشاره دارد. شاه‌میگوهای چنگک‌دار تفاوت هایی با شاه‌میگوی تیغی یا شاه‌میگوی دمپایی که بدون چنگگ هستند، یا به شاه‌میگو‌های چمباتمه‌ای دارند. شبیه‌ترین خویشاوندان زنده شاه‌میگوی چنگک‌دار را می‌توانشاه‌میگوی آب‌سنگ و سه خانواده از خارچنگ‌های آب شیرین دانست.

### نام‌گذاری
شاه‌میگو در زبان فارسی ممکن است به تمام خانواده اطلاق شود. در حالی که در برخی زبان ها به دلیل تفاوت در کاربرد  و محل و روش زندگی آنها اسامی متفاوتی دارند. مثلاً در زبان فرانسوی به شاه‌میگوی چنگک‌دار همار، به شاه‌میگو بدون چنگک لانگوست و در زبان عربی نیز به آن کٌرکند می‌گویند.

## اندام و بدن

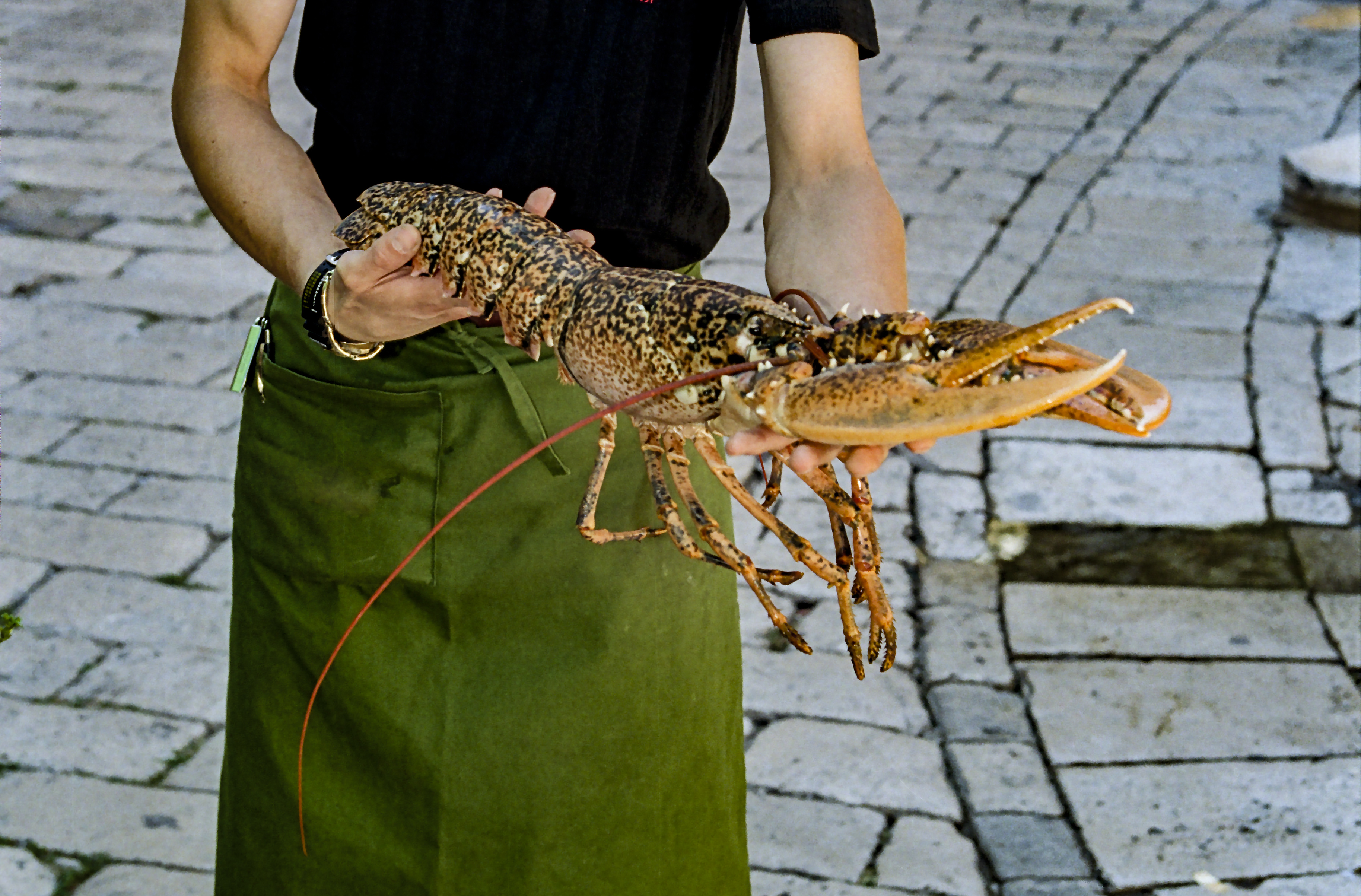
خرچنگ اروپایی

شاه‌میگوها بی‌مهرگان با اسکلت بیرونی بسیار سخت جهت حفاظت از خود هستند. همانند بسیاری از بندپایان، شاه‌میگوی دریایی برای رشد باید پوست‌اندازی کند، که آنها را آسیب پذیر می‌کند. در طی فرآیندپوست‌اندازی، در چندین گونه از این خانواده تغییر رنگ مشاهده می‌شود. شاه‌میگوها تعداد هشت پا برای راه رفتن دارند. سه جفت پای جلویی دارهای چنگگ هستند که در جفت پای اول بزرگتر از بقیه است. انبرهای پای جلویی نیز از نظر بیولوژیکی پا محسوب می‌شوند، بنابراین به راسته ده‌پایان تعلق دارند. اگرچه شاه‌میگو دریایی مانند اکثر بندپایان دیگر تا حد زیادی به صورت دو طرفه متقارن است، برخی از سرده‌ها دارای پنجه‌های نابرابر و تخصصی هستند.
آناتومی شاه‌میگو شامل دو قسمت اصلی بدن است: سرسینه‌گاه و شکم. سرسینه‌گاه، سر و قفسه سینه (سینه‌گاه) را در هم می‌آمیزد که هر دو توسط پشت‌لاک (کاراپاس) کیتینی پوشیده شده‌اند. سر شاه‌میگو دارای شاخک، شاخکچه، فک پایین، فک اول و دوم است. چشم‌های مرکب (معمولا ساقه‌ای شکل) نیز بر روی سر قرار دارند. از آنجایی که شاه‌میگوها در محیط‌های تیره  و در کف اقیانوس زندگی می‌کنند، بیشتر از  شاخک خود به عنوان حسگر استفاده می‌کنند.  برعکس بیشتر چشم‌های پیچیده‌تر که از متمرکز کننده اشعه انکساری (عدسی) و شبکیه مقعر استفاده می کنند، چشم شاه‌میگو یک ساختار بازتابنده در بالای شبکیه محدب دارد.  قفسه سینه شاه‌میگو از فک بالا  و پریوپودها تشکیل شده است.  فک بالا زائده‌هایی هستند که عمدتا به عنوان اجزای مختلف دهان عمل می‌کنند، و   پریوپودها زائده‌هایی هستند که برای راه‌رفتن و جمع‌آوری غذا استفاده می‌شوند. شکم شامل پلئوپودها (یا تحت نام شناگر )، به منظور شنا کردن، و همچنین فن دم، متشکل از اروپودها و تلسون، تشکیل شده است.
شاه‌میگوها درست همانند حلزون‌ها و عنکبوت‌ها به دلیل وجود هموسیانین که حاوی مس است، خون آبی‌رنگ دارند.  در مقابل، مهره‌داران و بسیاری از حیوانات دیگر دارای خون قرمز ناشی از هموگلوبین متشکل از آهن هستند. شاه‌میگوها دارای هپاتوپانکراس سبز رنگی هستند که سرآشپزها آن را چربی شاه‌میگو می‌نامند که نقش کبد و لوزالمعده حیوان را دارد. 
شاه‌میگوی خانواده نفروپیدا در شکل کلی به چندین گروه دیگر از همین خانواده شبیه است. تفاوت آنها با خارچنگ‌های آب شیرین، نداشتن مفصل بین دو بخش آخر قفسه سینه،  و تفاوت آنها با شاه‌میگوهای صخره‌ای از خانواده شاه‌میگوی آب‌سنگ در داشتن پنجه‌های کامل در سه جفت  (نه یک جفت) پای اول است.  تمایز آنها از خانواده‌های فسیلی مانند Chilenophoberidae بر اساس الگوی شیارهای روی کاراپاس است. 
تجزیه و تحلیل تکامل ژن عصبی نشان از توسعه‌یافتگی فوق‌العاده ادوات حسی شیمیایی آنها دارد. از جمله تنوع  و پیشرفتگی در کانال‌های یونی لیگاند دروازه‌ای، و همچنین مولکول‌های ترشحی. 

## تنوع رنگ
به طور معمول شاه‌میگوها برای اختفای رنگی با کف اقیانوس، به رنگ تیره، سبز مایل به آبی یا قهوه‌ای مایل به سبز، هستند، اما آنها را می‌توان در رنگ‌های بسیاری متفاوت یافت. شاه‌میگو با رنگ غیرمعمول بسیار نادر است و تنها تعداد کمی از میلیون‌ها شکار دریایی را تشکیل می دهد که هر سال صید می شوند و به دلیل نادر بودن آنها معمولاً خورده نمی‌شوند و به طبیعت بازگردانده شده یا به آکواریوم‌ها اهدا می‌شوند. عموماً در رنگ‌آمیزی نادر آنها، یک عامل ژنتیکی مانند زالی یا نرمادگی دخیل است. به نظر نمی‌رسد عامل‌های رنگی بر طعم شاه‌میگوی پخته تأثیر بگذارد. به غیر از آلبینوها، همه شاه‌میگوها دارای آستاکسانتین هستند که عامل تغییر رنگ قرمز روشن شاه‌میگوها پس از پخته‌شدن است. 

## طول عمر
تخمین زده می‌شود که شاه‌میگوها در طبیعت بین 45 تا 50 سال زندگی می‌کنند، اگرچه تعیین سن دشوار است، معمولاً از اندازه و سایر متغیرها تخمین زده می شود. روش‌های جدیدتر ممکن است به تخمین سنی دقیق‌تری منجر شود.

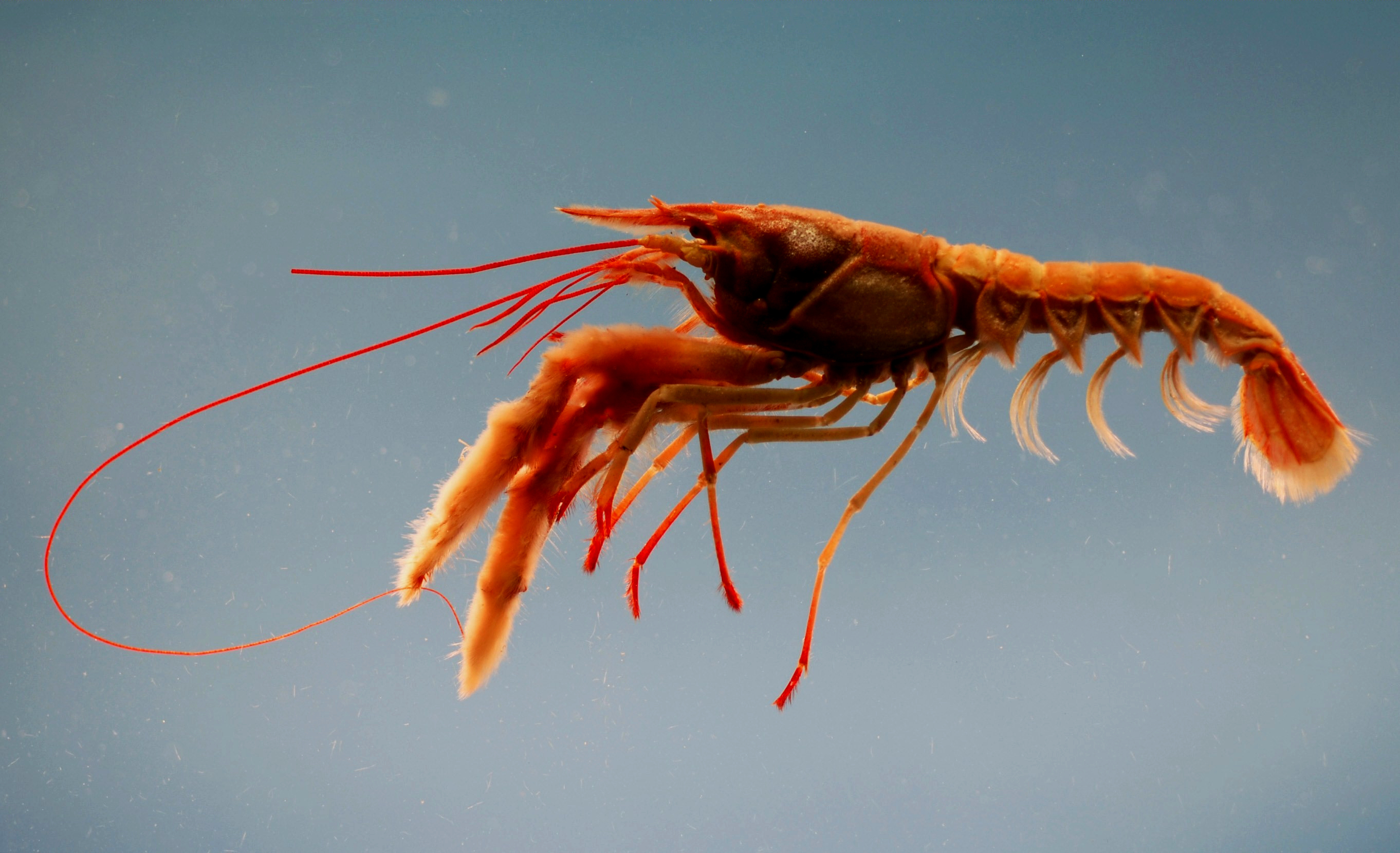
شاه‌میگو دارای گونه‌های متفاوتی است.

تحقیقات نشان می‌دهد که شاه‌میگو‌ها ممکن است با افزایش سن کند، ضعیف نشده و قدرت باروری خود را از دست ندهند و گاهاً نیز شاه‌میگو‌های مسن‌تر بارورتر از شاه‌میگو‌های جوان باشند.  این طول عمر ممکن است به دلیل تلومراز باشد. تلومراز آنزیمی است که بخش‌های تکراری طولانی توالی‌های DNA را در انتهای کروموزوم‌ها، که تلومر نامیده می‌شوند، ترمیم می‌کند. تلومراز توسط اکثر مهره‌داران در مراحل جنینی بیانِ ژنی می شود، اما به طور کلی در مراحل بزرگسالی زندگی وجود ندارد.  با این حال، بر خلاف بسیاری از مهره‌داران، شاه‌میگو‌ها تلومراز را در بزرگسالی از طریق اکثر بافت‌ها بیانِ ژنی می‌کنند که گفته می‌شود به طول عمر آنها مرتبط است. تلومراز به‌ویژه در شاه‌میگو‌های لکه‌دار سبز وجود دارد، که گمان می‌رود نشانه‌های آن‌ها توسط آنزیم در تعامل با رنگدانه‌های پوسته‌شان ایجاد می‌شود.    طول عمر شاه‌میگو به اندازه آنها محدود است. پوست اندازی به انرژی متابولیک نیاز دارد و هر چه شاه‌میگو بزرگتر باشد، انرژی بیشتری مورد نیاز است. 10 تا 15 درصد از شاه‌میگو‌ها در حین پوست‌اندازی از خستگی می‌میرند، در حالی که در شاه‌میگو‌های مسن‌تر، پوست‌اندازی متوقف می‌شود و اسکلت بیرونی به طور کامل تحلیل می‌رود یا از بین می‌رود و منجر به مرگ می‌شود. 